# Conill de Florida
El conill de Florida (Sylvilagus floridanus) és un conill del gènere Sylvilagus. És una de les espècies de conill més comunes de Nord-amèrica. És d'un color tacat marró-vermell o marró-gris, té unes grans potes posteriors, orelles llargues i una curta cua estufada i blanca. La part ventral és blanca. Té una taca de color rovellat a la cua.